# Яжембіна (гміна Риєво)
Яжембіна (пол. Jarzębina, нім. Schulwiese) — село в Польщі, у гміні Риєво Квідзинського повіту Поморського воєводства.
Населення — 115 осіб (2011).
У 1975-1998 роках село належало до Ельблонзького воєводства.

## Демографія
Демографічна структура станом на 31 березня 2011 року:
|          | Загалом | Допрацездатний вік | Працездатний вік | Постпрацездатний вік |
| -------- | ------- | ------------------ | ---------------- | -------------------- |
| Чоловіки | 59      | 12                 | 42               | 5                    |
| Жінки    | 56      | 9                  | 34               | 13                   |
| Разом    | 115     | 21                 | 76               | 18                   |